# 洒落男
「洒落男」（しゃれおとこ、原題:A Gay Caballero）は、作詞：ルー・クライン（Lou Klein）、作曲：フランク・クルーミットによるアメリカ合衆国のポピュラー・ソング（ジャズ）。1928年10月にクルーミットの歌唱により吹き込まれ、アメリカでは同年から1929年にかけてヒット。その後も複数の歌手によってカバーされている。日本では1929年2月に洋盤としてクルーミット盤が発売された。
日本ではその後坂井透の「俺は村中で一番 モボだといわれた男」で始まる日本語訳詞によってよく知られ、二村定一が歌ったものや榎本健一が歌ったものが有名である。日本で初めて歌ったのは坂井で、その後二村が日本で初めてレコード化した。
日本では1930年にヒットした。当時、浅草のカジノ・フォーリーや玉木座で、榎本と二村が掛け合いでこの曲を歌って流行した。
原曲歌詞の内容は、田舎（坂井の日本語訳詞では村）からリオ・デ・ジャネイロ（坂井の日本語訳詞では銀座）に出てきた若い男が店（原詞ではキャバレー、坂井の日本語訳詞ではカフェー）の女性を口説いていい雰囲気になるが、女性の亭主が出てきて男はボコボコにされる……と言うもの。原詞では片耳を亭主に齧り取られている。
坂井の日本語訳詞では、主人公の若い男がモボを自称している。
本曲のヒットにより、クルーミットは1929年9月に『The Return of the Gay Caballero』という楽曲も発表した。そこでは「洒落男」は結局地元で結婚し7人の子供をもうけたことが歌われている。ただし、なぜか子供らの片方の耳は齧り取られている。

## 日本でのカバー
- 二村定一「洒落男（ゲイ・キャバレロ）」
1930年1月新譜（実際の発売は1929年11月）[1]日本ビクターより[1]。日本語訳詞：坂井透[1]、歌：二村定一[1]、バンジョー：坂井透[1]
- 坂井透「村のしゃれ男」
1930年3月吹き込み[1]、同年5月 日本コロムビアより[1]。日本語訳詞：坂井透[1]（版権の問題からビクター版とは別訳）、歌：坂井透[1]
- 長谷川顕「凸凹人生A Gay Caballero」
1935年、日本語訳詞：松本英一、歌：長谷川顕
- 榎本健一「千萬長者の歌」
1936年の映画『エノケンの千万長者』の挿入歌。日本語訳詞：山本嘉次郎、歌：榎本健一。2003年発売のCD『エノケンのキネマソング』に収録。
- 藤山一郎「洒落男」
二村版を藤山一郎がリバイバル録音したもの。
- 山下敬二郎「洒落男」
1961年、東芝音楽工業より。LP『しゃれ男』JPO-1096に収録。二村版のカバー。
- 榎本健一「洒落男」
1966年9月、ポリドールより。LP『エノケン大いに唄う 歌あれば この世は楽し』SLJM-1287に収録。
- 岡村喬生「洒落男」
1999年7月、日本クラウンより。CD『知床旅情／洒落男〜岡村喬生、昭和を歌う』CRCC-30に収録。二村版のカバー。

## 日本での演奏
- テレビCMでの使用
  - 1982年、「アサヒ生ビール ボトル」（アサヒビール）　- 榎本版[2]。同CMでの使用がきっかけとなり、1983年5月にはポリドールから榎本版が復刻盤として発売された[1]（「エノケンの洒落男 Agay Caballero」7DX1229）。
  - 1983年、「ハイチオールB」（エスエス製薬、2009年発売の現行品とは別商品）
  - 2015年3月、「クリアアサヒ 糖質0」（アサヒビール） - ぐっさん版（オリジナル訳詞『満足男』）[3][4]。
- テレビ番組での使用
  - 1953年、『第4回NHK紅白歌合戦』（NHK） - 岸井明が歌唱した。
  - 1975年、『木曜スター対抗戦』（NET系列） - 冒頭で対戦チームのキャプテンが替え歌を歌いながら、出演者を紹介した。
  - 1982年4月13日、『ザ・スター』（フジテレビ、関東ローカル） - 萩原健一が歌唱した[5]。
- テレビドラマでの使用
  - 1983年-1984年、『スチュワーデス物語』（TBS系列） - 作中、主人公の属する478期の訓練生たちによって、しばしば替え歌で歌われる。歌詞は称える意味でも貶す意味でも担当教官の村沢浩を評する内容だが、一度は479期担当教官・火山さと子のことでも歌われた。チーズの名前を覚えるためにも使われた（第8話）
  - 2019年、連続テレビ小説『なつぞら』（NHK） - 劇中、ヒロインの兄が闇市で進駐軍兵士を前にタップダンスとともに披露[6]。
- 漫画での使用
  - 2014年、『王様の仕立て屋 ～サルトリア・ナポレターナ～』（大河原遁作 / 原案協力・監修：片瀬平太 / 集英社「グランドジャンプ」連載）「order33 日光の円蔵」にて本楽曲の歌詞（坂井透訳版）が引用された。同ストーリーは後に同作単行本の第6巻に収録されたが、同書においては訳者である坂井の著作権継承者に連絡を取ることができなかった旨が物語欄外において「作品中で歌詞を使用した『洒落男』の訳詞者、坂井透さんの著作権者の方の連絡先をご存知の方は、編集部までご一報いただければ幸いです」[7]とのメッセージと共に記されている。
- 映画での使用
  - 1930年、『朗かに歩め』（松竹キネマ） - "A Gay Caballero"の歌詞をアップで写し、SPレコードをかけて吉谷久雄が歌うシーンがある。